# Tiliaceae
Tiliaceae is een botanische naam, voor een familie van bedektzadigen. Een familie onder deze naam wordt algemeen erkend door systemen voor plantentaxonomie, maar niet door het APG-systeem (1998) en het APG II-systeem (2003).
De familie kent een bewogen geschiedenis, waarbij diverse auteurs de familie verschillend omschreven hebben. Als gevolg is het dus gewenst te controleren wat een bepaalde auteur bedoelt als hij deze naam gebruikt. In gematigde streken is de enige bekende vertegenwoordiger het genus Tilia, de linde.

## Tiliaceaein hetDe Candolle-systeem
Volgens de Prodromus zag de familie er zo uit:
- familie Tiliaceae
genus I. Sparmannia [sic: nu Sparrmannia]
genus II? Abatia
genus III. Heliocarpus
genus IV. Antichorus
genus V. Corchorus
genus VI. Honckenya [sic, zie Clappertonia]
genus VII. Triumfetta
genus VIII. Grewia
genus IX. Columbia [sic, nu Colona]
genus X. Tilia
genus XI. Diplophractum
genus XII. Muntingia
genus XIII. Apeiba
genus XIV. Sloanea
genus XV. Ablania
genus XIV. Gyrostemon
genus XVII. Christiana
genus XVIII. Alegria
genus XIX. Luhea [sic, nu: Luehea]
genus XX. Vatica
genus XXI. Espera
genus XXII. Wikstroemia
genus XXIII. Berrya

## Bentham & Hooker-systeem
De familie bereikte haar grootste omvang waarschijnlijk in het Bentham & Hooker-systeem:
- familie XXXIII Tiliaceae
series A. Holopetalae
tribus I. Brownlowieae
genus 1. Brownlowia
genus 2. Pentace
genus 3. Diplodiscus
genus 4. Pityranthe
genus 5. Christiana
genus 6. Berrya
genus 7. Carpodiptera
tribus II. Grewieae
genus 8. Grewia
genus 9. Columbia [sic, nu Colona]
genus 10. Diplophractum
genus 11. Belotia
genus 12. Erinocarpus
genus 13. Triumfetta
genus 14. Heliocarpus
tribus III. Tilieae
genus 15. Entelea
genus 16. Sparmannia
genus 17. Honckenya [sic, zie Clappertonia]
genus 18. Corchorus
genus 19. Corchoropsis
genus 20. Luehea
genus 21. Mollia
genus 22. Trichospermum
genus 23. Muntingia
genus 24. Tilia
genus 25. Leptonychia
genus 26. Schoutenia
tribus IV. Apeibeae
genus 27. Glypilea
genus 28. Apeiba
series B. Heteropetalae
tribus V. Prockieae
genus 29. Prockia
genus 30. Hasseltia
genus 31. Plagiopteron
genus 32? Ropalocarpus
tribus VI. Sloanieae
genus 33. Vallea
genus 34. Sloanea
genus 35. Echinocarpus
genus 36. Antholoma
tribus VII. Elaeocarpeae
genus 37. Aristotelia
genus 38. Elaeocarpus
genus 39. Dubouzetia
genus 40. Tricuspidaria

## APG en verder
Moderne taxonomie, zoals het relevante deel in de Kubitzki serie, beschouwt de traditionele familie Tiliaceae als polyfyletisch en plaatst de betreffende planten in de onderfamilies Tilioideae, Brownlowioideae, and Grewioideae van de vergrote Malvaceae sensu lato. Deze vergrote Malvaceae s.l. in het APG II-systeem, zoals hier gebruikt, verenigt de vier families Bombacaceae, Malvaceae sensu stricto, Sterculiaceae en Tiliaceae.